# زیست‌شناسی انسانی (مجله)
زیست‌شناسی انسانی (انگلیسی: Human Biology) یک مجله علمی با داوری همتا است که توسط انتشارات دانشگاه ایالتی وین منتشر می‌شود. این مجله در سال ۱۹۲۹ توسط ریموند پرل تأسیس شد و انتشار رسمی انجمن ژنتیک انسان‌شناسی آمریکا است.